# Michel Forget (acteur)
Pour les articles homonymes, voir Michel Forget et Forget.
Michel Forget, né Pierre-Michel Houle à Montréal le 27 février 1942, est un acteur québécois.

## Biographie
Michel Forget est un comédien et homme d'affaires. Il a tenu le rôle de « René Ouellet » dans la série Virginie à Radio-Canada. Reconnu pour son rôle de « Gilles Guilbault » dans la télésérie Lance et compte, il incarne le directeur général du National de Québec, une équipe fictive de la LNH.
Après avoir étudié un an de droit en Angleterre, puis une autre année dans une école professionnelle de théâtre, il devient, à compter de 1973, un comédien du théâtre québécois. Au début des années 1980, il est connu des téléspectateurs du Québec pour son rôle de « Mario Duquette » dans la série Du tac au tac.
Tout au long de sa carrière, il a obtenu diverses récompenses de « Meilleur acteur », dont deux Prix Gémeaux pour son rôle dans le téléroman Les Machos en 1996 et au cinéma en 1990 dans la télésérie/long métrage Les Tisserands du pouvoir.[réf. souhaitée]
il a aussi joué au cinéma depuis 1974, dans des œuvres comme Bonheur d'occasion, L’Affaire Clémence Aletti, Le Party, La conciergerie des monstres, Saints-Martyrs-des-Damnés ou Aurore.
En 1982, il devient producteur de théâtre d’été, produisant au Patriote de Sainte-Agathe pendant 12 ans, à la Salle André-Mathieu pendant un an et au Théâtre de Sainte-Adèle pendant 11 ans des pièces dont il signe l’adaptation française.
Il a mis sur pied, en 1988, la Fondation des Sans Abri de Montréal, dont il est le président et qui recueille des fonds pour aider des organismes travaillant auprès des sans-abri. Chaque année, Michel Forget organise entre autres un tournoi de golf dont les profits sont versés au Recours des Sans Abri.
En 2012, il joue dans la série télévisée de Danielle Trottier, Unité 9 dans le rôle d'Adrien Petit, le grand-père de Léa et Sébastien Petit.

## Théatre
- 1974 Théâtre du Nouveau Monde : Floralie de Roch Carrier
- 1974 Compagnie Jean-Duceppe : Un tramway nommé Désir de Tennessee Williams : Stanley Kowalski
- 1975 Théâtre du Nouveau Monde : Citrouille de Jean Barbeau : Michel, le mâle pris au piège
- 1975 Théâtre de Quat'Sous : Le Premier d'Israël Horovitz adapté par René Dionne : Flemming
- 1982 Théâtre populaire du Québec : Le Malade imaginaire de Molière : Argan

## Filmographie

### Télévision
- 1974 : La Petite Patrie : Roland
- 1974 : La P'tite Semaine : Mikis Georgeopoulos
- 1976 : Du tac au tac : Mario Duquette
- 1977 : Duplessis : Hilaire Beauregard
- 1985 : Clémence Aletti : Dubois
- 1986 : Lance et compte : Gilles Guilbeault
- 1988 : Lance et compte : Deuxième saison : Gilles Guilbeault
- 1988-1989 : Puzzle (jeu télévisé) : animateur de l'émission
- 1989 : Lance et compte : Troisième saison : Gilles Guilbeault
- 1992 : Montréal ville ouverte : chef Albert Langlois
- 1993: Sous un ciel variable : Clément Rousseau
- 1995 : Les Machos : Julien Bordeleau
- 1997 : Lobby
- 2002 : Lance et compte : Nouvelle Génération : Gilles Guilbault
- 2002 : Le Dernier Chapitre / The Last Chapter : Bill Guénette
- 2004 : Lance et compte : La Reconquête : Gilles Guilbeault
- 2005 : Félix Leclerc : Jo Pichette
- 2006 : Virginie : René Ouellet
- 2006 : Lance et compte : La Revanche : Gilles Guilbeault
- 2009 : Lance et compte : Le Grand duel : Gilles Guilbeault
- 2012 : Unité 9 : Adrien Petit
- 2017 : District 31 : Léopold Giroux

### Cinéma
- 1973 : Des arbres et les hommes
- 1974 : Bingo
- 1974 : Les Ordres : policier
- 1976 : J'ai droit au plaisir de Claude Pierson
- 1982 : Une journée en taxi : Steve
- 1983 : Tendre Adolescente
- 1983 : Bonheur d'occasion : Azarius Lacasse
- 1988 : Les Tisserands du pouvoir : Valmore Lambert
- 1988 : Les Tisserands du pouvoir II: La Révolte
- 1990 : Le Party : Romeo Mongrain
- 1997 : Ma vie en rose
- 1997 : La Conciergerie : Gustave Blain
- 2001 : La Femme qui boit : Joe Belley
- 2004 : Je n'aime que toi : Georges Guérin
- 2005 : Aurore : Nérée Caron
- 2005 : Saints-Martyrs-des-Damnés : maire
- 2010 : L'enfant prodige : animateur radio
- 2014 : Le Règne de la beauté de Denys Arcand : Roger Savard

## Distinctions

### Récompenses
- 1996 - Prix Gémeau, Meilleure interprétation premier rôle masculin : téléroman
- 1990 - Prix Gémeaux Meilleure interprétation premier rôle masculin dans une émission ou mini-série dramatique dans Les Tisserands du pouvoir (film)

### Nominations
- 2002 : Prix Génie pour le meilleur acteur dans un rôle de soutien dans La Femme qui boit